# Ermeneutica biblica
(Luca 24,27.)
L'ermeneutica biblica è l'ermeneutica applicata alla Bibbia, cioè i principi che devono essere applicati per comprendere rettamente la Bibbia.

## Definizione
Sebbene si applichino alla Bibbia gran parte dei principi utilizzati per comprendere un qualsiasi altro testo (religioso o non religioso), i cristiani, credendo nella particolare natura della Bibbia come libro ispirato in modo unico da Dio e regola della loro fede e della loro condotta, elaborano principi ermeneutici che tengono conto di questo presupposto per loro imprescindibile. È per questo che essi parlano di ermeneutica biblica. Altri ritengono che la Bibbia debba essere considerata come una qualsiasi altra opera letteraria, da sottoporre all'esame delle metodologie scientifiche ritenute neutrali per garantirne una valutazione oggettiva.
L'ermeneutica biblica si occupa di stabilire i principi utili per comprendere una qualsiasi parte della Bibbia in modo tale da rendere il suo messaggio chiaro per chi la legge o la ode. Inevitabilmente essa implica l'opera dell'esegesi biblica, il processo, cioè, che consiste nell'esaminare il testo biblico come ci giunge dalla mano del suo scrittore per scoprire in che modo egli comunichi la rivelazione.
Nella tradizione ebraica, questa esegesi biblica poggia sulle 13 regole del Middot e sui 4 livelli di interpretazione dati nel Pardes.  Questa interpretazione tradizionale, ricca di autori e risultati, è condivisa anche dalla patristica cristiana: verità letterale e storica di fatti realmente accaduti, e nello stesso tempo di fatti e parole volute da Dio come via di salvezza per tutto il genere umano. 
Nell'interpretazione del fatto storico, delle parole date direttamente da Dio al popolo, ispirate ai profeti, Re e Sommi Sacerdoti unti del Signore, si mostra l'Unità del Verbo, che è sia il Verbo rivelatoSi nella Bibbia, sia il Dio Uno e Trino. Perciò, diviene regola metologica la ricerca di parallelismi e similutidini nelle ripetizioni di parole o simboli, anche fra libri distanti secoli, e scritti in lingue diverse.
Dato poi che non siamo in possesso dei documenti originali, ma solo di antiche copie, è pure necessaria l'opera della critica del testo (critica testuale). Obiettivo nell'applicare i principi dell'ermeneutica biblica è quello di "esporre rettamente la parola della verità" (2 Timoteo 2:15), applicandosi diligentemente a discernere il significato originale del testo e la sua rilevanza.
Applicare sani principi di ermeneutica significa cercare di rispondere a domande come: chi era lo scrittore? A chi stava scrivendo e perché? È significativo nel caso in esame l'uso di una particolare parola, costruzione grammaticale, tempo verbale? Qual è il contesto culturale e storico in cui si inquadra il testo? Qual è il significato inteso originalmente dall'autore? In che modo i suoi contemporanei interpretano il testo?

## Metodi e scuole di ermeneutica biblica attraverso la storia
Attraverso i secoli, le chiese cristiane hanno riconosciuto l'importanza di seguire specifici principi per l'interpretazione della Bibbia. Sono così sorte e si sono affermate in epoche diverse varie scuole di pensiero che hanno elaborato metodologie diverse sulla base di propri presupposti.

### La scuola letterale - storica - grammaticale (realismo)
Si accosta al testo sostenendo la necessità che un testo sia considerato nel suo senso chiaro ed esplicito a meno che il testo stesso dia indicazioni che si tratti di linguaggio simbolico; fintanto che, cioè, in virtù della natura del testo in esame questo sia impossibile. Per esempio, modi di dire, parabole e favole, o allegorie, non permettono un'interpretazione letterale. Fa uso della critica testuale per determinare quale possa essere il testo originale. Prende i testi di narrativa più seriamente del metodo allegorico. Lo spirito dell'interpretazione letterale è che il lettore deve essere soddisfatto dell'interpretazione letterale di un testo a meno che possa giungere, per ragioni sostanziali, ad andare oltre al significato letterale.
Quando gli scrittori del Nuovo Testamento si riferiscono alle scritture dell'Antico Testamento, essi prendono quei brani in modo letterale. Gli scrittori della Patristica più antica (Ignazio di Antiochia, Ireneo e Giustino) mostrano come essi prendessero letteralmente la Scrittura a meno che il contesto non richiedesse altrimenti. Nei primi secoli del Cristianesimo era prevalente un'interpretazione letterale della Scrittura.
L'Evangelicalismo moderno si attiene all'ermeneutica letterale, storica e grammaticale (da non confondersi con un crasso letteralismo). Essa ha trovato espressione formale nei principi stilati nella Dichiarazione di Chicago sull'ermeneutica biblica. L'articolo 15 di detta dichiarazione afferma: "Affermiamo che è necessario interpretare la Bibbia secondo il suo senso letterale o naturale. Il senso letterale è il senso storico-grammaticale, cioè quello espresso dall'autore. L'interpretazione secondo il senso letterale tiene conto di tutte le figure di stile e di tutte le forme letterarie del testo".

### 2. La scuola allegorica/simbolica (idealismo)
Si accosta al testo cercandovi un significato simbolico più profondo. Guarda oltre alla narrazione superficiale per scoprirvi un significato spiritualizzato, il "vero significato" simbolico e spirituale. È stata molto popolare nei primi secoli della chiesa quando era dominante la filosofia platonica. Clemente Alessandrino ed Origene sono i due antichi "padri della chiesa" che mettevano in rilievo come la Bibbia, in particolare l'Antico Testamento, non dovesse essere inteso in modo letterale, ma simbolico. La scuola allegorica insegna che sotto ciascun versetto della Scrittura, sotto il suo significato ovvio, si celerebbe il suo "vero significato" simbolico e spirituale.
Un'interpretazione allegorica potrebbe essere, ad esempio, il pane ed il vino portati ad Abramo da Melchisedek in Genesi 14:18, la manna nel deserto (Esodo 16:31), e l'olio nella dieta di Elia (1 Re 17:16) che sarebbero prefigurazioni ("tipi") dell'eucaristia.
Questo metodo di interpretazione, però, è respinto dai Riformatori protestanti del XVI secolo perché pregiudicherebbe la forza e l'impatto della Parola presa così come sta. Martin Lutero chiama questo metodo un flagello, Giovanni Calvino lo considera satanico. Questo non vuol dire, però, che i riformatori respingano ogni interpretazione allegorica, ma sostengono che un'interpretazione allegorica o simbolica sia legittima solo in determinati contesti, come nel libro dell'Apocalisse.

### 3. La scuola critica (naturalismo)
Dal tempo di Friedrich Schleiermacher in poi, si comincia a contestare che la Bibbia debba essere considerata in modo diverso da una qualsiasi altra opera letteraria e che ad essa si debbano applicare le metodologie critiche scientifiche che sole sarebbero la garanzia di una valutazione oggettiva, onesta e realistica del testo. Questo sembra oggi "scontato", ma in questo approccio vanno rilevati i presupposti filosofici moderni diversi, ma non necessariamente migliori e "più evoluti" di quelli che stavano dietro la lettura più tradizionale delle Sacre Scritture. Per esempio, l'approccio di Rudolf Bultmann all'ermeneutica è fortemente influenzato dall'esistenzialismo ed in particolare dalla filosofia di Martin Heidegger. Dagli anni 1970 l'ermeneutica filosofica di Hans-Georg Gadamer ha esercitato una grande influenza sull'ermeneutica biblica come è stata sviluppata da un ampio raggio di teologi cristiani.
Ci si accosta, quindi, al testo con presupposti naturalistici, particolarmente sul metodo di ispirazione. Definita generalmente una lettura liberale del testo, la Scuola critica è quella prevalente oggi. Abbandonando o ridefinendo il presupposto che la Bibbia sia infallibile Parola di Dio e respingendo il concetto di ispirazione verbale della Bibbia (ritenuti in quanto tali concetti "superati", "mitologici" e  "non scientifici"), di fatto assumono la scienza moderna e la ragione come autorità ultime per l'interpretazione del testo biblico. L'ispirazione della Bibbia viene ridefinita in quanto essa è ritenuta fallibile o espressione solo del tempo in cui è stata scritta. Il soprannaturale viene "ridimensionato" secondo presupposti naturalistici. Laddove si conserva l'autorità del Cristo si afferma come Egli si sia "adattato" alla cultura del tempo e che quindi non intendesse veramente dire quel che diceva (sbaglierebbe quindi il letteralista ad accoglierlo in modo oggettivo ed eternamente valido). Il relativismo ed il soggettivismo, quindi, diventa il risultato inevitabile di questo approccio, la Bibbia non si potrebbe usare per provare alcunché in modo oggettivo. Contestato viene quindi il principio della Bibbia come regola ultima di fede e di condotta (se non in modo ideale o generico) assumendo per queste altri criteri ed autorità (la "tradizione" o lo scientismo).
Le espressioni del metodo critico includono le seguenti:

#### A. La critica delle forme
La critica delle forme (in tedesco: Formgeschichte, "storia delle forme") cerca di comprendere il contesto originale in cui un determinato testo è nato ed è stato usato. L'ambiente nel quale il testo è cresciuto (Sitz im Leben) sarebbe quindi la chiave per comprendere il testo. "Forma" qui è traduzione del tedesco Gattung, ma sarebbe meglio tradurlo "genere letterario" (Genre). Questo metodo cerca di isolare le fasi pre-letterarie di un testo biblico ricostruendo la vita sociale e le istituzioni di Israele.
Esponenti di rilievo di questo metodo sono: Hermann Gunkel seguito da Sigmund Mowinckel. Esso è stato soprattutto identificato con Rudolf Bultmann, che, ad esempio, sostiene come i documenti scritti della Bibbia siano basati sulla raccolta di tradizioni orali. Afferma che a governare lo sviluppo di queste tradizioni sia stato l'ambiente culturale in cui sono cresciute. Per esempio, i Salmi sono considerati testi liturgici per un uso pubblico ed ufficiale in modo simile alle composizioni usate nel mondo antico in simili circostanze. I vangeli non riporterebbero accuratamente gli avvenimenti della vita di Gesù, ma sarebbero piuttosto miti creati dalle prime comunità cristiane, i quali riflettono le correnti sociali, teologiche e culturali dell'epoca. Secondo i presupposti della critica delle forme, queste varie forme di letteratura popolare, leggende, favole, miti e parabole, sarebbero state evocate quando una comunità soffriva di un qualche problema, e persino il processo con cui il problema veniva affrontato, avrebbe prodotto ulteriori modifiche del racconto. Ciò che abbiamo oggi nei vangeli o nell'Antico Testamento, quindi, non sarebbe di fatto una testimonianza della vita di Cristo, ma piuttosto credenze e pratiche in evoluzione della Chiesa primitiva.

#### B. La critica delle fonti
La critica delle fonti, o (in tedesco) Quellengeschichte, è il tentativo di trovare le diverse fonti da cui si suppone che il testo sia stato composto.
È tipica a questo riguardo l'ipotesi documentaria del Julius Wellhausen che inizialmente interpreta Genesi 1 e 2 come se fosse una giustapposizione di testi d'autori diversi (con ciascuno la propria teologia), concetto che poi allarga a tutto l'Antico Testamento: J (Jahwista), E (Elohista), D (Deuteronomista), P (Sacerdotale). La critica delle fonti nel Nuovo Testamento si è incentrata sul cosiddetto "problema sinottico" e su quali fonti stiano dietro i vangeli (Q, M, L, priorità di Marco).

#### C. Critica della redazione
La critica della redazione (in tedesco Redaktionsgeschichte) è il tentativo di ricostruire non solo le diverse fonti da cui si suppone che un testo biblico abbia avuto origine, ma anche quali possano essere stati i redattori che hanno compilato ed elaborato quel testo.
Questo metodo di esegesi biblica studia i motivi che hanno portato questi autori a pubblicare il loro primo materiale, i cambiamenti che vi hanno introdotto e il messaggio che hanno inteso comunicare ai loro uditori originali. È il tentativo di scoprire quale sia la teologia propria che informa ciascun autore. La critica della redazione cerca di chiarire quale sia contributo personale di ogni scrittore biblico e gli orientamenti teologici che hanno guidato il loro lavoro di redazione. Essa consiste nello studiare il punto di vista del redattore (la sua teologia) prendendo in considerazione la scelta che egli fa del materiale delle sue fonti e la disposizione data all'interno della propria composizione.
Il metodo implica anche la Traditionsgeschichte ("storia della tradizione"), cioè l'analisi delle diverse tappe redazionali per le quali è passato un testo biblico nella tradizione, prima di giungere alla redazione finale.
"Critica della redazione" è il nome dato originalmente da Willi Marxsen all'opera dei redattori o scrittori definitivi dei testi biblici, soprattutto a quella degli autori dei Vangeli sinottici.

#### D. Strutturalismo
Lo strutturalismo o semiotica sorge dal senso di frustrazione che spesso nasce nello studioso che applica il metodo storico-critico all'ermeneutica biblica. Lo strutturalismo afferma che sia la cultura a dare significato alle convenzioni letterarie. Il significato non sarebbe altro che una funzione delle strutture del sistema culturale in cui si pone. Per esempio, in un altro campo, una stretta di mano ha significato solo in un particolare contesto culturale.
Questa teoria guarda ai meccanismi che danno significato ad un testo. Lo strutturalismo considera il linguaggio come sincronico ed astorico. Vi sarebbero strutture intrinseche in ogni linguaggio che non sono legate al tempo in cui è stato scritto un testo. L'esegeta dovrebbe cercare di identificare nel testo queste strutture linguistiche. Il racconto del diluvio universale in Genesi 6-9 risponde ad un modello di racconto ben definito che trova paralleli anche in altri contesti culturali.

#### E. Critica della risposta del lettore
In inglese: Reader-response criticism (o "Scuola di Costanza") è la disamina sistematica degli aspetti che suscitano, modellano e guidano la risposta del lettore. Secondo questa teoria, il lettore è un produttore e non tanto un consumatore dei significati. In questo senso, un lettore è un costruttore ipotetico di norme ed aspettative che possono essere derivate, proiettate o estrapolate dall'opera. Si può pure dire che sia "inerente" all'opera. Proprio perché queste aspettative possono essere violate o adempiute, soddisfatte o frustrate, e perché il leggere è un processo temporale che implica memoria, percezione ed anticipazione, identificare la risposta del lettore è estremamente difficile e soggetto sempre a costruzione e ricostruzione, visione e revisione. La critica della risposta del lettore, però, non denota una teoria specifica. Può variare dalle teorie fenomenologiche di Wolfgang Iser e Roman Ingarden che sostengono che il lettore sia quello a colmare i vuoti del testo, all'analisi relativistica di Stanley Fish che sostiene come sia la strategia interpretativa del lettore a creare il testo, non esistendo alcun testo se non quello che il lettore o interprete immagina.

#### F. Decostruzionismo
ll Decostruzionismo afferma che non si possa mai veramente conoscere ciò che un testo significhi oggettivamente e che possa significare, di fatto, molte cose differenti. Posizione più radicale della precedente, questo metodo relativizza il significato di un testo e si identifica soprattutto con l'opera di Jacques Derrida e Mark Taylor. Il testo non avrebbe un suo significato fisso e precostituito. L'autore è considerato "morto" e quindi irrilevante per determinare il significato di un testo. Questo significato lo determinerebbe solo il lettore. Ci sarebbero tanti significati quanto vi sono lettori.

### 4. La scuola devozionale (Pragmatismo)
Si accosta al testo non per cercarvi verità eterne ma verità "che funzionano" per me. L'enfasi è posta sull'applicazione, non sull'intenzione dell'autore o significato oggettivo del testo. Nell'interpretazione delle Scritture, la scuola devozionale (comune nella mistica cristiana) mette in evidenza gli aspetti edificanti del messaggio. Considera la Bibbia come un mezzo per ottenere un'esperienza mistica. Secondo questa scuola la Bibbia serve per la devozione e la preghiera, non avrebbe perciò bisogno di essere studiata come fonte di teologia dogmatica.

### 5. La scuola esistenzialista
Si accosta al testo come ciò che sollecita il lettore ad una scelta esistenziale in vista di una "vita autentica". Rudolf Bultmann e Paul Tillich cercavano di reinterpretare la Bibbia alla luce delle categorie esistenziali di Martin Heidegger. Gli esistenzialisti semplicemente impongono al testo il proprio significato soggettivo.

## Quadro delle scuole di ermeneutica
|                            | PRE-CRITICA                                                            | MODERNA                                                                                        | POST-MODERNA                                                      |
| -------------------------- | ---------------------------------------------------------------------- | ---------------------------------------------------------------------------------------------- | ----------------------------------------------------------------- |
| Ermeneutica                | Interpretazione dogmatica tradizionale                                 | Metodo storico-critico                                                                         | Critica risposta lettore                                          |
| Filosofia ontologica       | Platonismo e Aristotelismo                                             | Razionalismo illuminista                                                                       | Esistenzialismo e pragmatismo                                     |
| Epistemologia              | Fideismo                                                               | Razionalismo, Fondazionalismo                                                                  | Soggettivismo, Anti-fondazionalismo                               |
| Focalizzazione ermeneutica | Dottrina della Chiesa                                                  | Ragione, critica storica                                                                       | Il lettore                                                        |
| Ruolo del testo            | Il testo è inviolabile - Cerca di comprendere l'intenzione dell'autore | Uso della ragione per determinare le forze storico-culturali che formarono l'autore e il testo | Il testo non è chiuso: è incompleto senza la risposta del lettore |
| Ruolo del lettore          | Comprendere ed accettare il significato inteso dall'autore             | Investigare l'entroterra ed i presupposti dell'autore                                          | Interagire con il testo cercando la propria prospettiva           |
| Espressione ermeneutica    | Tradizionale. Interpretazione del testo evidente                       | Critica della forma, della fonte e della redazione                                             | Post-strutturalismo, risposta del lettore, decostruzione.         |

Trasversalmente alle varie scuole, secondo il Concilio di Trento e il Vaticano I, il «consenso unanime» dei Padri era guida sicura per l’interpretazione della Scrittura.